# Abtei Notre-Dame de Guîtres

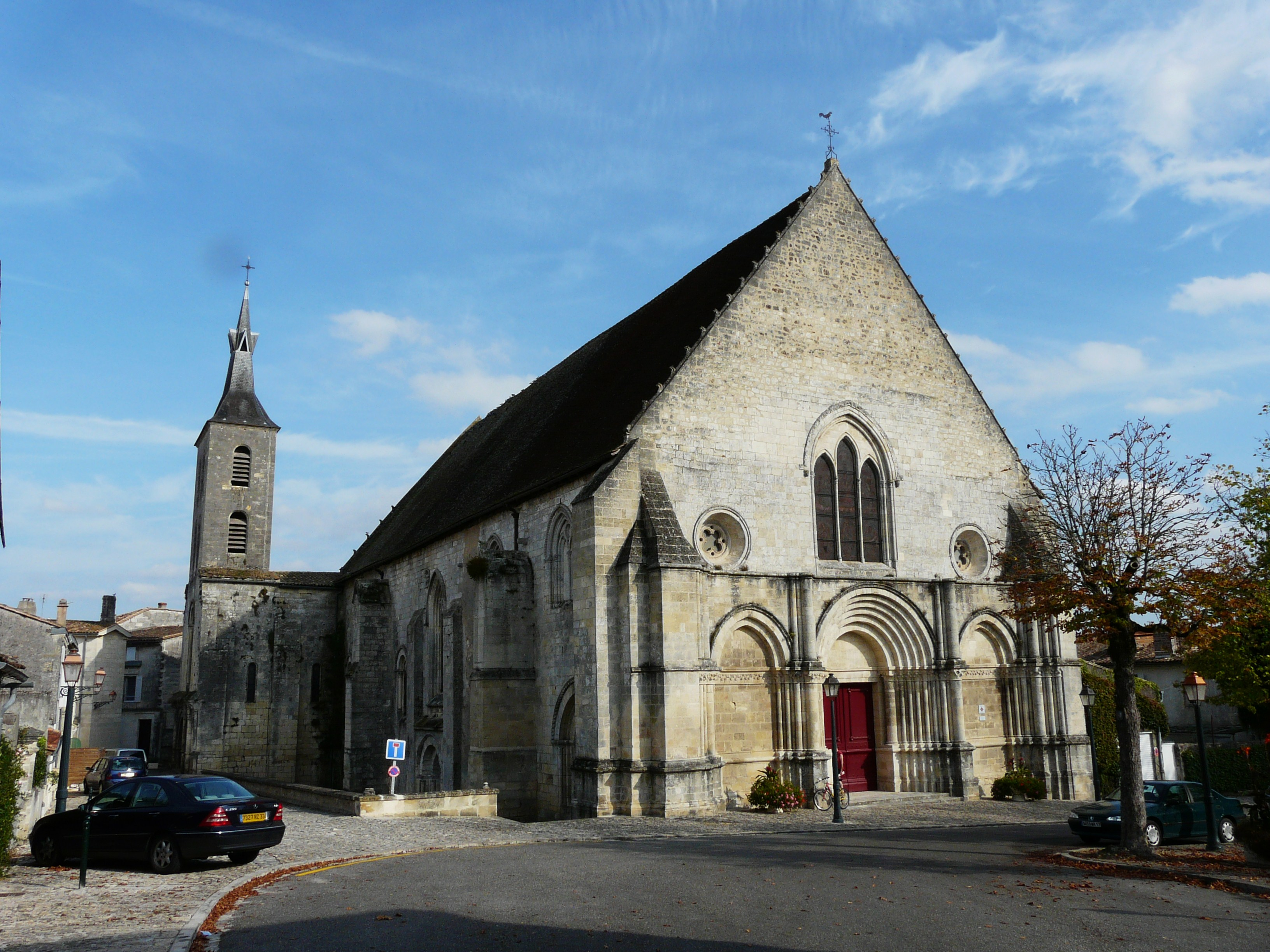
Ehemalige Abteikirche Notre-Dame in Guîtres

Die Abtei Notre-Dame de Guîtres war ein von der Abtei Cluny in Burgund abhängiges Benediktinerkloster in der französischen Kleinstadt Guîtres im heutigen Département Gironde der Region Nouvelle-Aquitaine.

## Geschichte
Die Abtei wurde bereits im 11. Jahrhundert gegründet; die ältesten Teile der heutigen Kirche entstammen jedoch erst dem beginnenden 12. Jahrhundert. Im 13. Jahrhundert wurden die oberen Teile (Fenster, Gewölbe) des dreischiffigen Kirchenbaus in gotischem Stil umgestaltet; lediglich die romanischen Apsiden sowie die Portalzonen der West- und Nordseite blieben erhalten. Bereits im Jahr 1774 wurde das Kloster aufgelöst und in den Revolutionsjahren verschwanden die dazugehörigen Nebengebäude. Lediglich die Kirche blieb als Pfarrkirche des Ortes erhalten; sie ist seit 1901 als Monument Historique anerkannt.

## Architektur

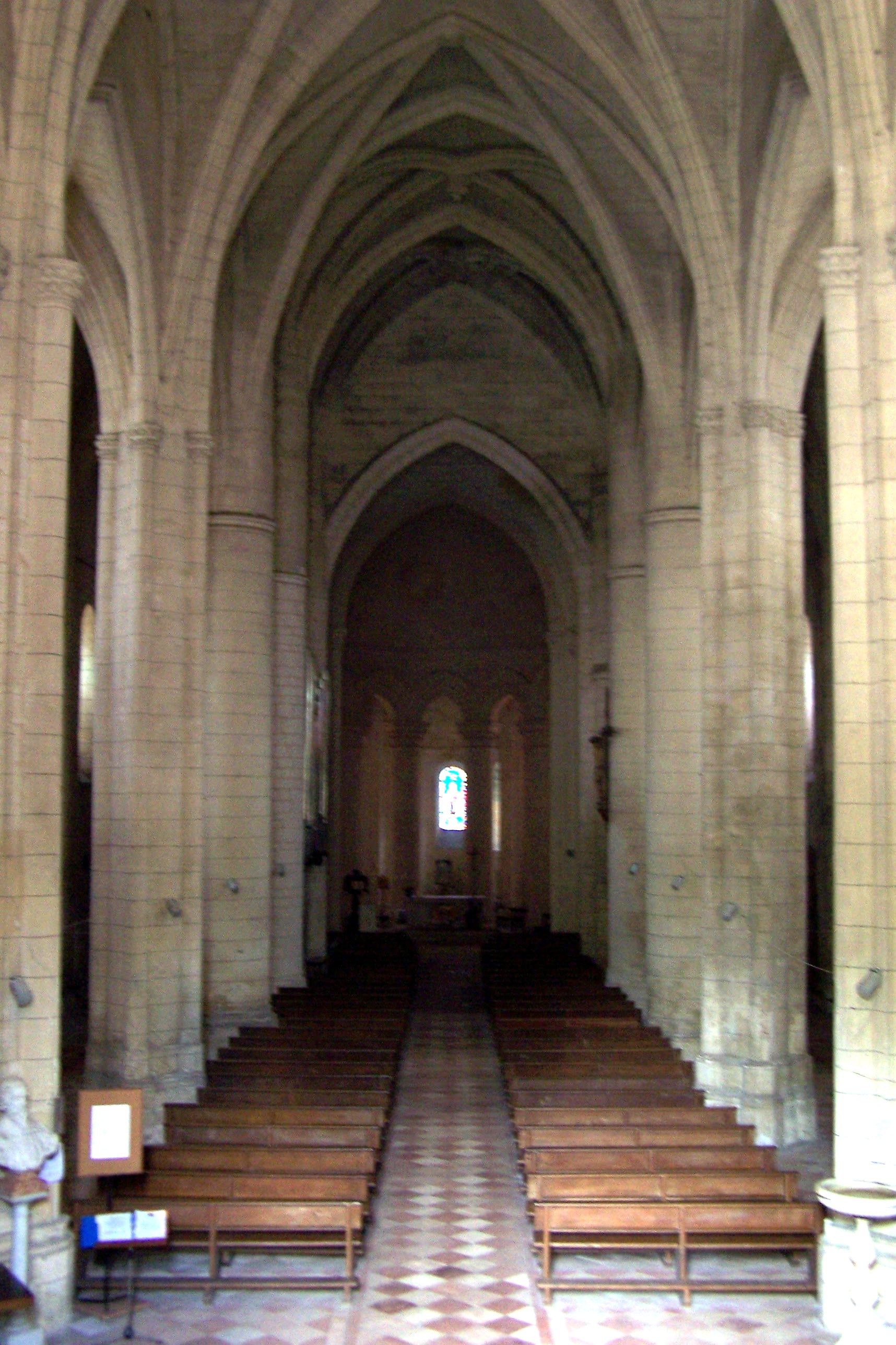
Kirchenschiff

Mit ihren Ausmaßen von ca. 57 Metern in der Länge und 15 Metern in der Breite war die ehemalige – der Gottesmutter Maria geweihte – Abteikirche einer der größten romanischen Kirchenbauten im Südwesten Frankreichs. Die Höhe des ursprünglichen Kirchenschiffs dürfte deutlich niedriger gewesen sein als die durch den gotischen Umbau erreichten zwölf Meter. Die Portalzonen der West- und Nordseite sind nach dem in der Region häufig anzutreffenden Triumphbogenschema mit seitlichen Blendportalen gestaltet. Der Innenraum ist dreischiffig und verfügt über ein Querhaus (Transept) mit jeweils einer Apsis auf der Nord- und Südseite sowie über einen Chorumgang (Deambulatorium) mit Radialkapellen. Während die Säulen und die von Gurtbögen unterzogenen Tonnengewölbe des Chorumgangs noch romanischen Charakter haben, sind die – fast schon kapitelllosen – Bündelpfeiler und Rippengewölbe des Langhauses eindeutig der Gotik zuzuordnen. Da die Gewölbe der Seitenschiffe nur geringfügig niedriger sind als die des Mittelschiffs, entsteht beinahe der Eindruck einer Hallenkirche.
Bemerkenswert sind außerdem der figürlich gestaltete Konsolenfries über dem nördlichen Querhausportal und die Langhauspforte der Nordseite mit ihrem orientalisch anmutenden, aber in der Region mehrfach anzutreffenden Zackenbogen.

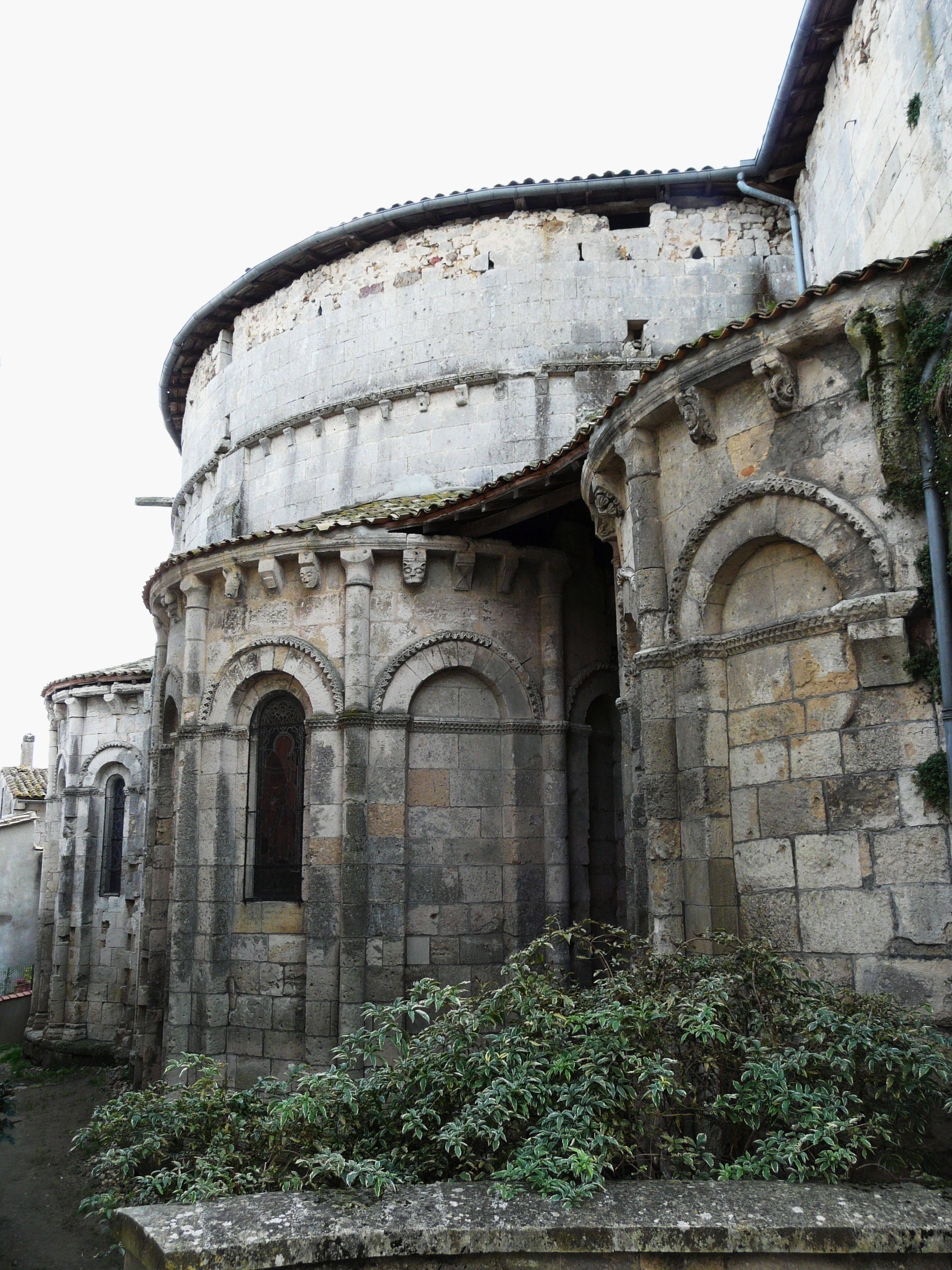
Apsiden
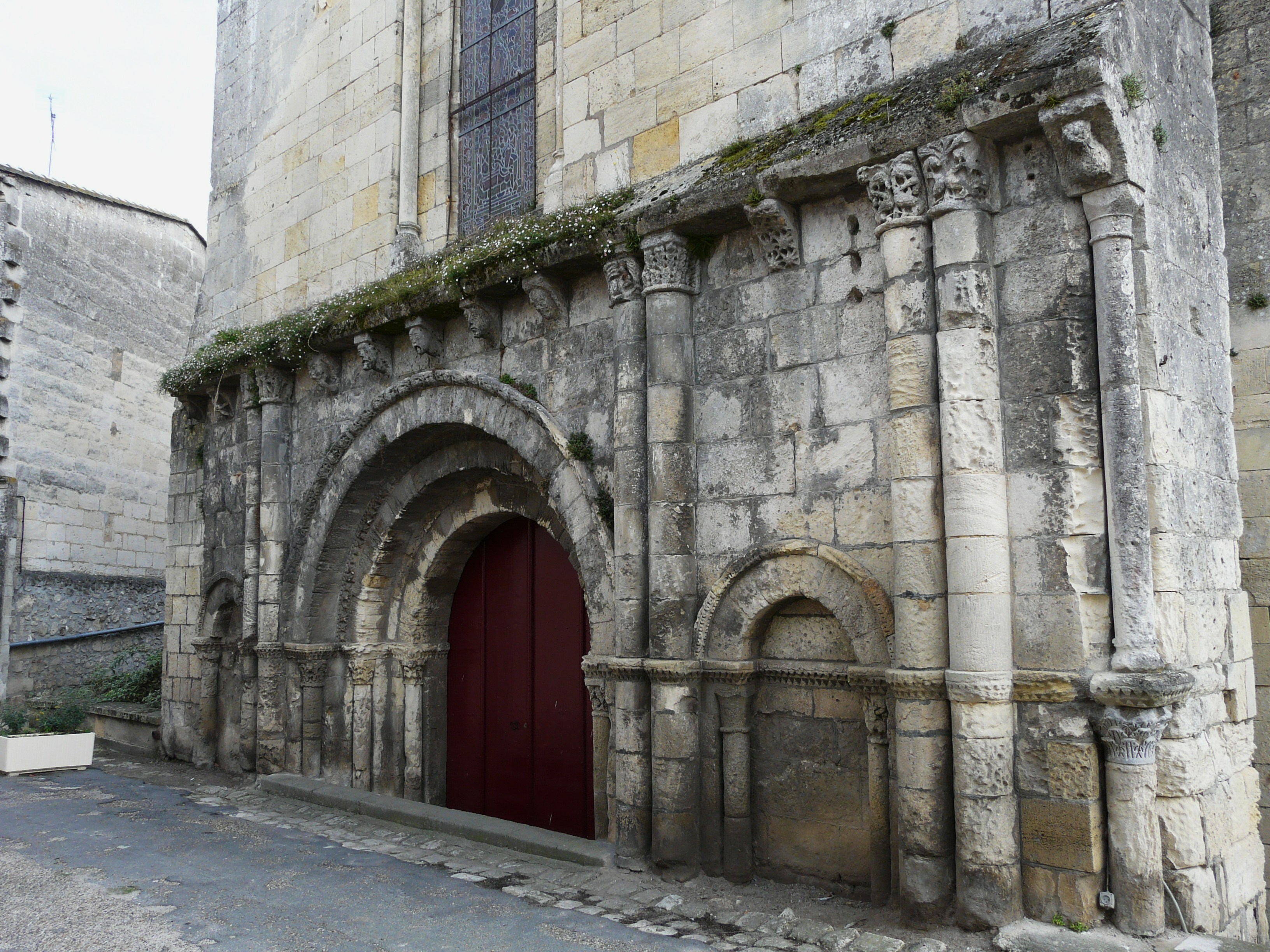
Nördliches Querhausportal
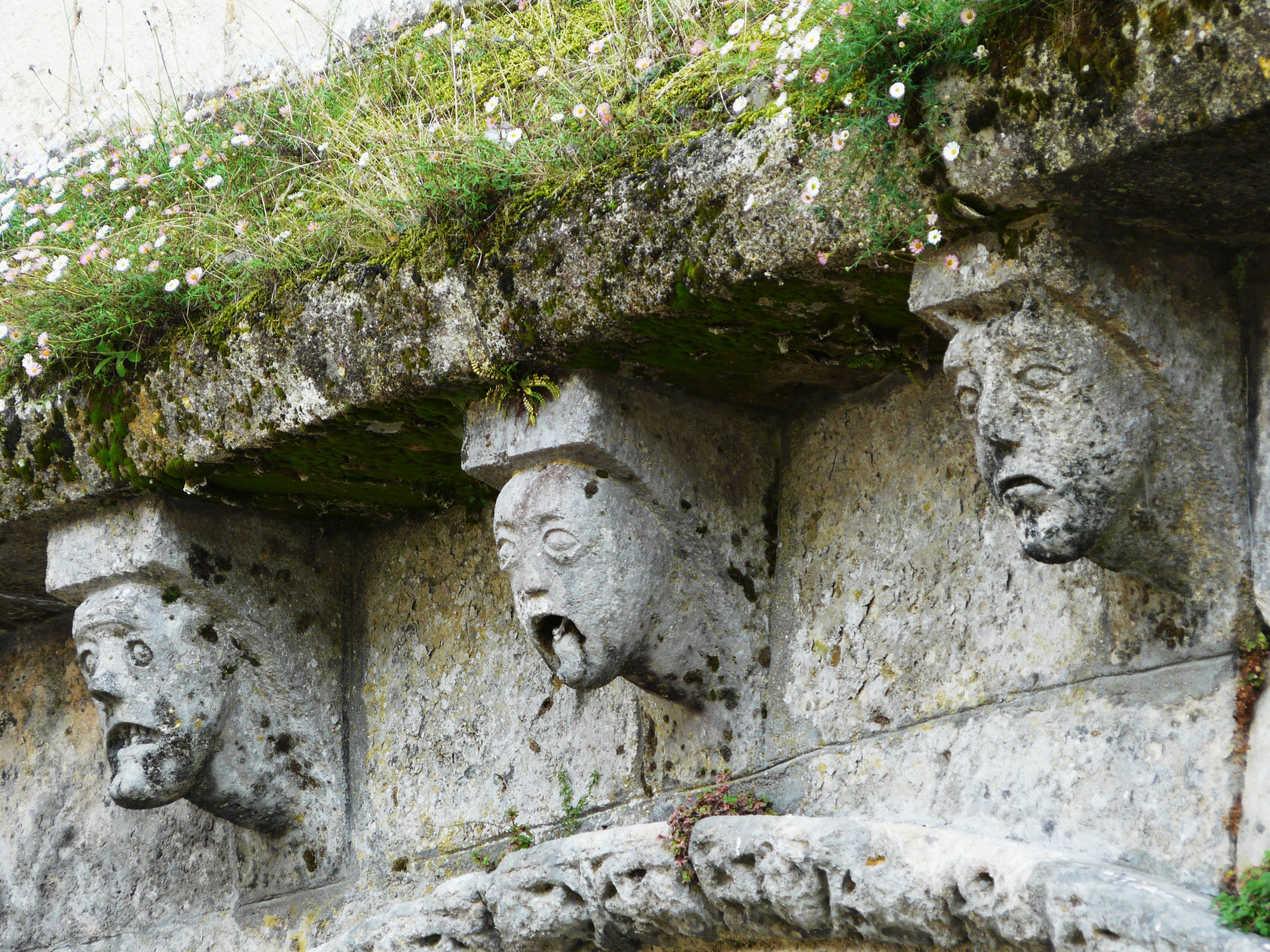
Konsolfiguren
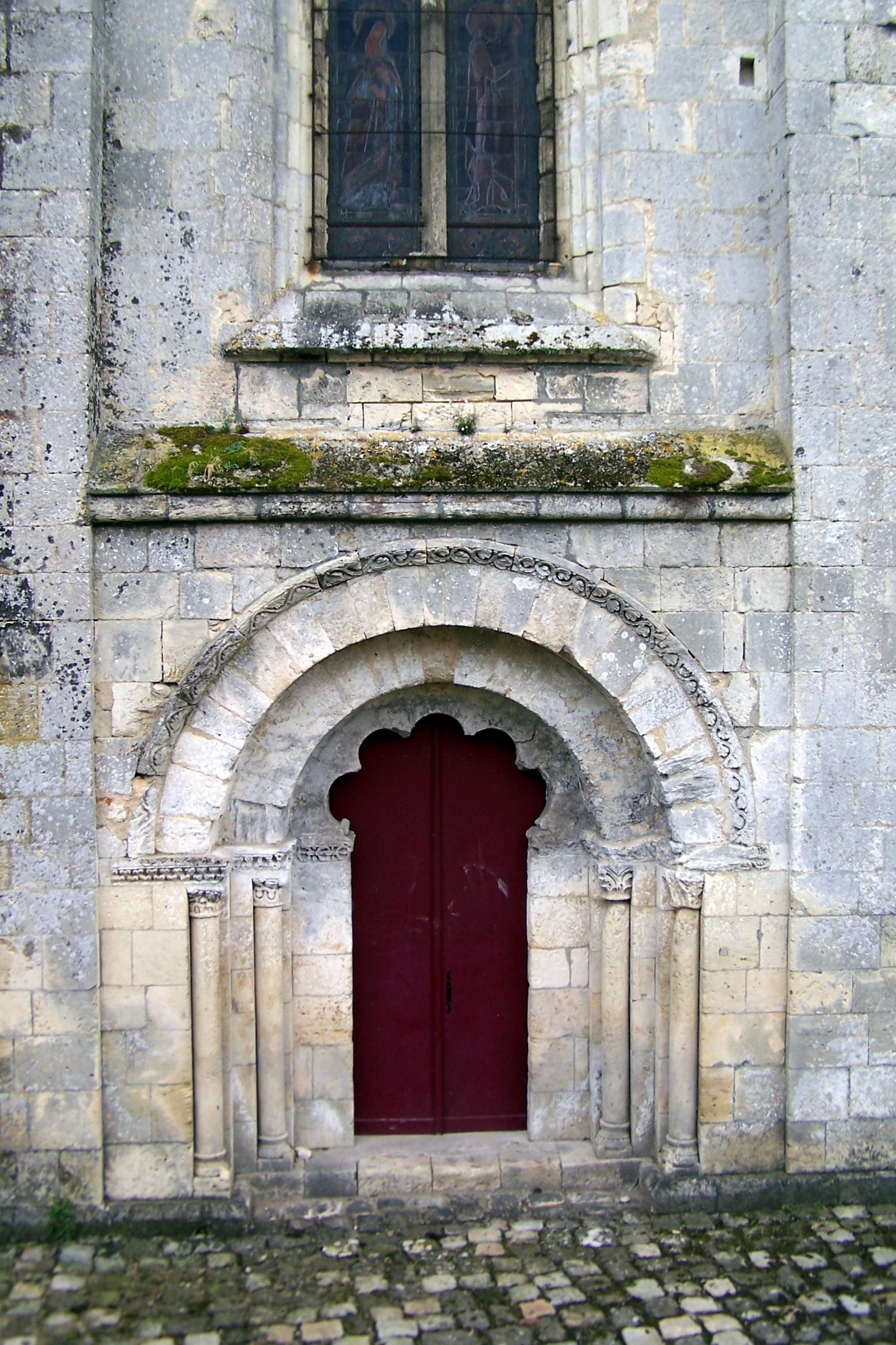
Langhauspforte

## Dachstuhl
Der gewöhnlich nicht zu besichtigende Dachstuhl der Kirche ist zur Gänze aus Eichenstämmen (chène) gefertigt und entstammt dem 15. Jahrhundert.

## Ausstattung

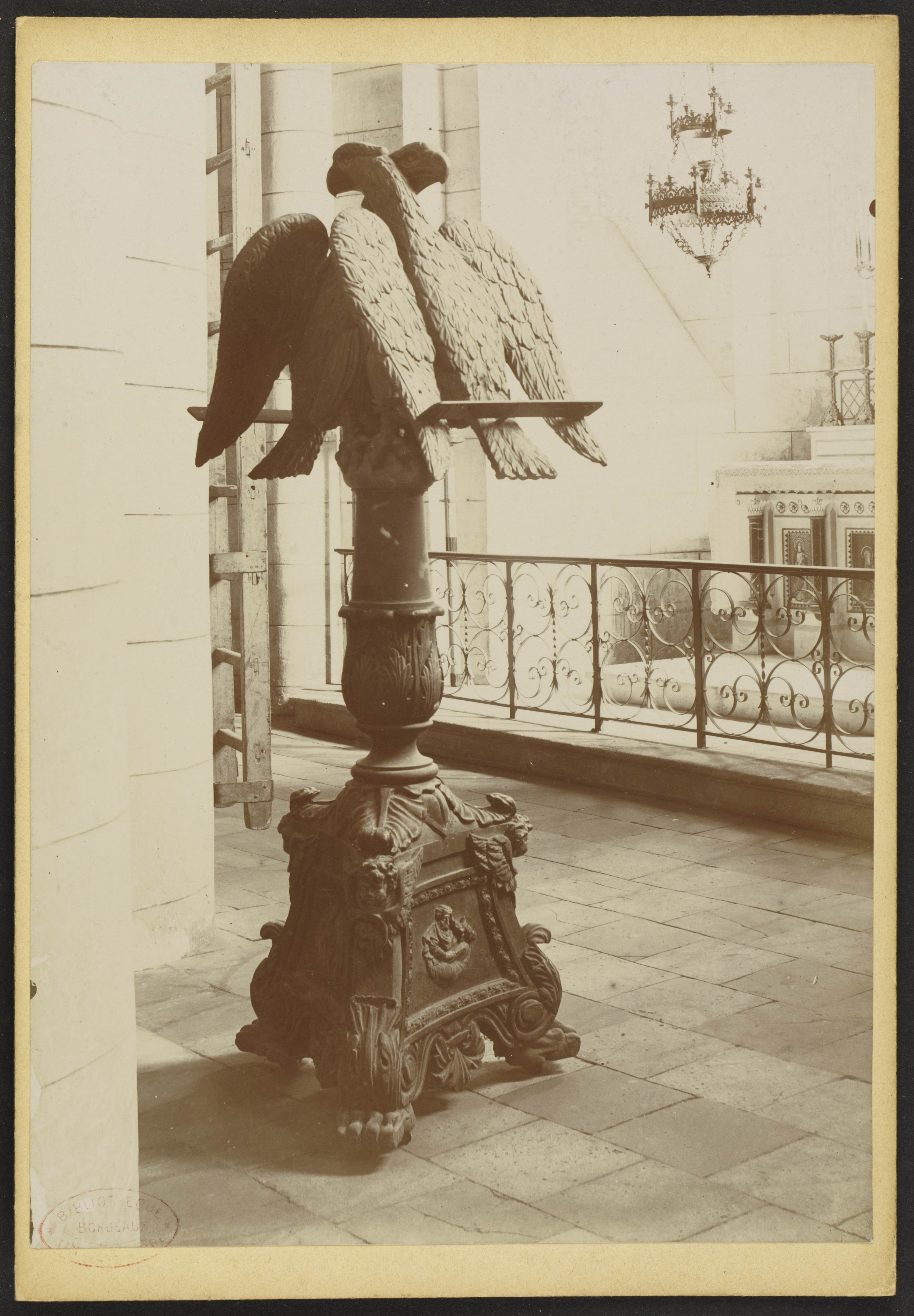
Lesepult (Foto von Jean-Auguste Brutails, um 1900)

Ein Lesepult (lutrin) aus Kastanienholz mit zwei großen Adlerfiguren (Symbol des Evangelisten Johannes) und eine Madonnenfigur stammen dem 18. Jahrhundert.